# 殖栗皇子

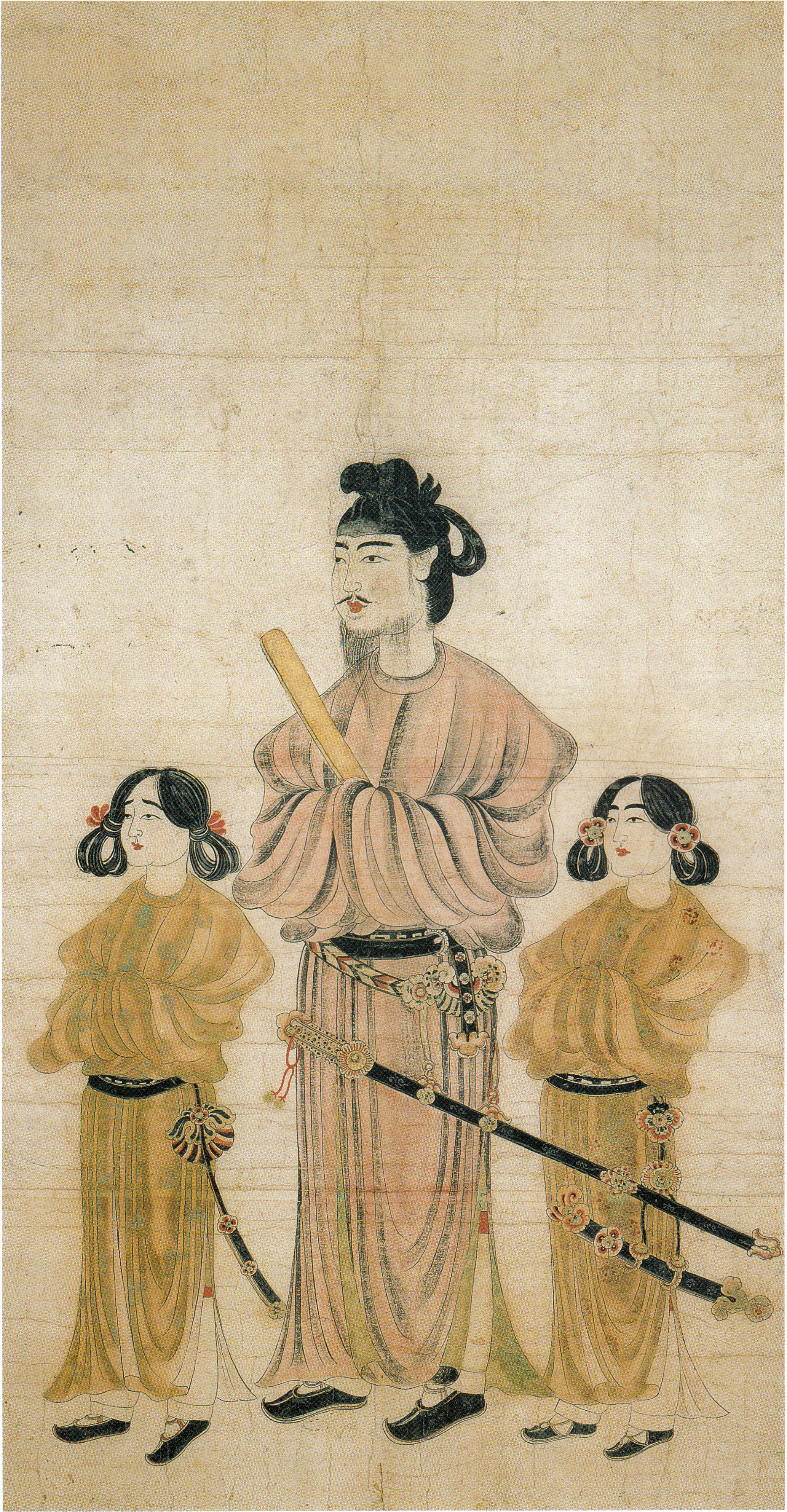
『聖徳太子二王子像』で、聖徳太子に従う殖栗皇子（向かって左）と山背大兄王

殖栗 皇子（えくり/ えぐり  の みこ、生没年不詳）は、飛鳥時代の皇族。用明天皇の第五皇子。母は穴穂部間人皇女。子に衣縫王があり、その子孫は蜷淵真人とされる。